# Gertrudis Larraín
Cecilia Gertrudis Larraín Pérez-Cotapos (Santiago de Chile, 31 de enero de 1942) es una destacada grabadista chilena.

## Primeros años de vida
Es hija de Juan Eusebio Larraín Walker (1911–1973) y de Carmen Pérez Cotapos Errázuriz (1911-2006). Bisnieta de Juan Walker Martínez y de Gertrudis Ovalle Errázuriz que fue nieta de Fernando Errázuriz Aldunate
Sus estudios escolares los realizó en el colegio de las monjas Inglesas. Posteriormente estudió en la Universidad Católica de Chile en la carrera de Licenciatura y Pedagogía en Biología entre los año 1960 a 1964, y obtuvo su título de bióloga en 1965.
En el año 1982 tuvo una enfermedad que enfrentó con entereza, lo cual le permitió cambiar su visión de la vida y producto de esto estudió en el Instituto Técnico Profesional  INACAP de Santiago de Chile, titulándose en 1985 como diseñadora de áreas verdes.

Contrajo matrimonio el 4 de abril de 1964 con Ricardo Peralta Valenzuela que nació el 17 de diciembre de 1935. Tienen 5 hijos que son: Ricardo, María Magdalena, José Tomas, Javier y Juan Pablo, y 9 nietos.

## Estudios artísticos
Entre 1986 y 1987 realizó cursos de dibujo y pintura con la pintora Concepción Balmes Barrios, hija de los destacados pintores chilenos José Balmes y Gracia Barrios en el año de 1988, y también cursos de pintura con el pintor chileno Félix Lazo Varas.
Entre los años 1989 y 1994 estudió Arte en la Universidad Católica de Chile.
Desde 1994 a 1996 tomó cursos de técnicas de grabado en el Taller Artes Visuales (TAV) de Santiago de Chile. Su formación profesional y con su vida familiar  opto dedicarse a las artes y especializarse en grabados.

## Vida artística
Su vida profesional la ha dedicado exclusivamente al trabajo litográfico. Su arte es figurativo, superponiendo formas humanas en variadas zonas de color y siluetas a diversos elementos. Su principal interés esta centrado en la expresión de la interioridad humana; especialmente en retratos y autorretratos a su elección, dando siempre el movimiento y la atmósfera emocional que abarca toda  la escena diaria en los paseos como juegos para niños.
También explora el surrealismo en sus trabajos en una sola gama de color, en blanco y/o negro, sumergida en sus valores que invoca para cada una de sus técnicas litográficas.

## Exposiciones colectivas
- 2007 TAV siglo XXI, Galería de Arte Universidad Católica de Temuco.